# Musa Nizam
Musa Nizam (* 8. September 1990 in Antalya) ist ein türkischer Fußballspieler.

## Vereinskarriere
Musa Nizam ist seit der Saison 2007/08 Spieler bei Medical Park Antalyaspor. Sein Debüt gab er am 2. März 2008 in der 2. Liga gegen Orduspor. In dieser Saison stieg er mit Antalyaspor in die Süper Lig auf. In den darauffolgenden Saisons kam Nizam gelegentlich zum Einsatz. Die Rückrunde der Saison 2010/11 spielte Musa auf Leihbasis für Denizlispor.
Zur Saison 2014/15 wechselte er zum Traditionsverein Trabzonspor und unterschrieb hier einen Vierjahresvertrag. Für die Saison 2016/17 lieh -Trabzonspoer Nizam an den Ligarivalen Gaziantepspor aus. Nach seiner Rückkehr zu Trabzonspor im Sommer 2017 löste er nach gegenseitigem Einvernehmen mit der Vereinsführung seinen Vertrag auf. Wenig später heuerte er bei seinem früheren Verein Antalyaspor an.
Zur Rückrunde der Saison 2018/19 wechselte er zum Ligarivalen Akhisarspor.

## Nationalmannschaft
Seit 2009 ist Musa Nizam Nationalspieler der türkischen U21-Auswahl.
Im Oktober 2013 wurde Nizam in den Kader der zweiten Auswahl der Nationalmannschaft, kam aber zu keinem Einsatz.